# Dichagyris pudica
Dichagyris pudica är en fjärilsart som beskrevs av Otto Staudinger 1895. Dichagyris pudica ingår i släktet Dichagyris och familjen nattflyn. Inga underarter finns listade i Catalogue of Life.